# Барун-Богдо-Ула
Барун-Богдо-Ула (также Тэргун-Богд, Баги-Богдо-Ула, англ. Tergun Bogd) — высочайшая горная вершина Гобийского Алтая, 3957 м. Относится к хребту Их-Богдо. Расположена в сомоне Жинст аймака Баянхонгор, Монголия.